# Bathiorhamnus
Bathiorhamnus ist eine Gattung aus der Familie der Kreuzdorngewächse (Rhamnaceae). Sie umfasst sieben Arten von kleinen Bäumen, die alle auf Madagaskar endemisch sind.

## Beschreibung

### Vegetative Merkmale
Die Bathiorhamnus-Arten sind kleine, meist bis ungefähr 15 m hohe Bäume. Bathiorhamnus macrocarpus kann aber bis zu 25 m Höhe erreichen. Die meisten Arten sind immergrün, nur Bathiorhamnus cryptophorus und Bathiorhamnus capuronii werfen in der Trockenzeit das Laub ab. Die gräulichen oder bräunlichen, meist schlanken beblätterten Zweige sind kahl oder flaumig behaart und bei einigen Arten reich mit Lentizellen besetzt. Die Laubblätter stehen wechselständig. Die gelblichen oder weißlichen, früh abfallenden Nebenblätter sind spitz-dreieckig, flaumig behaart und je nach Art 1–5 mm lang. Die kahlen, flaumhaarigen oder verkahlenden, meist schwärzlich trocknenden Blattstiele sind bis zu 2 cm lang. Die einfachen und ungeteilten Blattspreiten sind bei den meisten Arten mehr oder weniger ledrig, bei den zwei laubwerfenden Arten mehr oder weniger krautig. Sie sind bis zu 11 cm lang und bis zu 5 cm breit und haben eine rundliche, eiförmige, elliptische, breit lanzettliche oder verkehrteiförmige Form. Die Spreiten sind am Grund meist abgerundet, seltener verschmälert, vorne spitz, stumpf oder gestutzt, am Rand fein gekerbt bis ganzrandig und haben bei einigen Arten einen umgerollten Rand. Sie sind dreinervig, wobei die bogenförmig verlaufenden Seitennerven an der Spreitenbasis oder seltener etwas darüber von der Mittelrippe abzweigen und sich mit dieser an der Spitze wieder vereinigen. Die Hauptnerven sind an der Oberseite etwas eingesenkt und springen an der Unterseite vor. Bei Bathiorhamnus capuronii und Bathiorhamnus cryptophorus sind in den Achseln der beiden Seitennerven Domatien vorhanden, die sich an der Spreitenoberseite als behaarte Buckel abzeichnen. Die meist beiderseits gleichfarbigen, bei Bathiorhamnus capuronii aber unterseits heller gefärbten Spreiten sind meist kahl. Bei Bathiorhamnus cryptophorus sind sie beiderseits ziemlich dicht behaart, bei Bathiorhamnus capuronii unterseits an den Hauptnerven rauhaarig.

### Generative Merkmale
Die Blüten stehen einzeln in den Achseln der Laubblätter oder in achselständigen, sitzenden oder seltener kurz gestielten wenigblütigen Zymen oder Büscheln. Die winzigen Tragblätter der Blüten fallen früh ab. Die dünnen, flaumhaarigen Blütenstiele sind 2–10 mm lang.
Die zwittrigen, radiärsymmetrischen, fünfzähligen Blüten sind meist gelblich und haben einen Durchmesser von 4 bis 9 mm. Die kleinsten Blüten hat Bathiorhamnus capuronii, die größten Bathiorhamnus macrocarpus. Die fünf dreieckigen, in der Knospe klappigen, bis 4 mm langen Kelchblätter sind an der Außenseite meist kurz flaumhaarig und an der Innenseite bis zur Spitze gekielt. Die fünf kapuzenförmigen, nur bei Bathiorhamnus vohemarensis fadenförmigen, bis 2 mm langen Kronblätter sind in einen unterschiedlich langen Nagel verschmälert. Sie fallen rasch ab. Die fünf Staubblätter stehen vor den Kronblättern und sind voll entwickelt länger als diese. Sie bestehen aus am Grund verbreiterten Staubfäden und ovoiden, 0,5–1,5 mm langen Staubbeuteln. Im Zentrum der Blüte, von den Staubblättern umgeben, befindet sich ein dicker, fünfeckiger, an der Basis der Kelchblätter abgeschnittener Nektardiskus, in den der halbunterständige, dreifächerige Fruchtknoten eingesenkt ist. Der kurze, kegelförmige Griffel ist tief dreispaltig und 1–2 mm lang.
Die Früchte sind kugelige oder sehr schwach dreilappige Steinfrüchte mit drei oder infolge Reduktion auch weniger Steinkernen, die bei der Reife nicht in einzelne Teile auseinanderfallen. An der Frucht bleibt der Blütenboden erhalten, bei Bathiorhamnus macrocarpus manchmal für einige Zeit auch der Kelch. Die Früchte haben einen Durchmesser von 8 bis 30 mm. Das Exokarp ist bei den meisten Arten 0,5–1,5 mm, bei Bathiorhamnus macrocarpus 3 mm dick. Die eiförmigen bis kugeligen Steinkerne sind dorsoventral abgeflacht und an der Außenseite gefurcht. Die Samen enthalten kein Endosperm. Der Embryo ist ölhaltig.

## Verbreitung und Lebensraum
Bathiorhamnus umfasst sieben Arten, die alle auf Madagaskar endemisch sind. Die artenreichste Region ist die Nordspitze der Insel, wo vier Arten räumlich benachbart vorkommen.
Die besiedelten Lebensräume reichen vom tropischen Tieflandsregenwald an der Ostküste der Insel bei Bathiorhamnus macrocarpus über Trockenwälder im Westen und Norden der Insel bei Bathiorhamnus reticulatus und Bathiorhamnus capuronii bis zum subariden Buschland im Südwesten bei Bathiorhamnus cryptophorus. Bathiorhamnus louvelii erreicht im Hochland in feuchten Bergwäldern Seehöhen von über 1500 m. Bathiorhamnus vohemarensis besiedelt einen Sonderstandort, nämlich Strandwälder auf Sand im Gebiet um Vohémar im Norden der Insel.

## Taxonomie und Systematik
Bathiorhamnus wurde 1966 von René Paul Raymond Capuron beschrieben. Zum Zeitpunkt der Erstbeschreibung enthielt die Gattung nur die Typusart Bathiorhamnus louvelii mit vier Varietäten. Diese Art war bis dahin als Macrorhamnus louvelii H.Perrier geführt worden. Die übrigen Macrorhamnus-Arten wurden bei dieser Gelegenheit zu Colubrina transferiert.
Innerhalb der Kreuzdorngewächse ist Bathiorhamnus als einzige Gattung in die Tribus Bathiorhamneae eingeordnet. In einer phylogenetischen Untersuchung auf Basis zweier Regionen des Plastiden-Genoms bildete Bathiorhamnus eine Klade mit den beiden neotropischen Gattungen Ampelozizyphus und Doerpfeldia. Da diese drei Gattungen nur geringe morphologische Ähnlichkeit besitzen und auch molekularbiologisch stark divergieren, wird jede von ihnen in eine eigene Tribus gestellt. Es wird vermutet, dass es sich bei diesen drei Gattungen um Reste einer früher formenreicheren und weiter verbreiteten Verwandtschaftsgruppe innerhalb der Kreuzdorngewächse handelt.

## Etymologie
Der erste Teil des Namens Bathiorhamnus ist eine Widmung an den französischen Botaniker Henri Perrier de la Bâthie, dem Erstbeschreiber von Macrorhamnus louvelii (= Bathiorhamnus louvelii), der Typusart der Gattung. Der zweite Namensteil bezieht sich auf Rhamnus, die namensgebende Gattung der Kreuzdorngewächse.

## Arten
Bis 2008 waren in der Gattung Bathiorhamnus nur zwei Arten anerkannt, Bathiorhamnus louvelii und der 1972 beschriebene Bathiorhamnus cryptophorus. Bei der letzten Gattungsrevision wurden die Varietäten von B. louvelii in den Artrang erhoben und zusätzlich zu den bisher bekannten zwei neue Arten beschrieben. Die Gattung umfasst somit die folgenden sieben Arten:
| Wissenschaftlicher Name                                         | Verbreitung                                           |
| --------------------------------------------------------------- | ----------------------------------------------------- |
| Bathiorhamnus capuronii Callm., Phillipson & Buerki             | West- und Nord-Madagaskar                             |
| Bathiorhamnus cryptophorus Capuron                              | Süd- und Südwest-Madagaskar                           |
| Bathiorhamnus dentatus (Capuron) Callm., Phillipson & Buerki    | Nord-Madagaskar                                       |
| Bathiorhamnus louvelii (H.Perrier) Capuron                      | östliches und nördliches Madagaskar, bis ins Hochland |
| Bathiorhamnus macrocarpus (Capuron) Callm., Phillipson & Buerki | Ostküste von Madagaskar                               |
| Bathiorhamnus reticulatus (Capuron) Callm., Phillipson & Buerki | südliches und westliches Madagaskar                   |
| Bathiorhamnus vohemarensis Callm., Phillipson & Buerki          | Nord-Madagaskar                                       |

## Gefährdung
Callmander et al. (2008) haben für alle Bathiorhamnus-Arten eine provisorische Bewertung nach den Kriterien der Roten Liste gefährdeter Arten der IUCN durchgeführt. Demnach wurden Bathiorhamnus capuronii, Bathiorhamnus dentatus und Bathiorhamnus macrocarpus als „gefährdet“ (VU) eingestuft, Bathiorhamnus cryptophorus als „stark gefährdet“ (EN) und Bathiorhamnus vohemarensis als „vom Aussterben bedroht“ (CR). Nur Bathiorhamnus louvelii und Bathiorhamnus reticulatus gelten als „nicht gefährdet“ (LC).

## Anmerkung
1. ↑  
In der Gattungsrevision durch Callmander et al. (2008), S. 153 wird ausdrücklich festgestellt, dass die Früchte nicht zerfallen. Dagegen stellte Johnston (1971) dar, dass die Frucht von Bathiorhamnus zwar so wie die von Colubrina in Teilfrüchte zerfalle, aber im Unterschied zu Colubrina sich diese nicht weiter spalten. – vgl. M. C. Johnston: Revision of Colubrina (Rhamnaceae). In: Brittonia. 23, 1971, S. 2–53. doi:10.2307/2805841